# Ludwig Erk

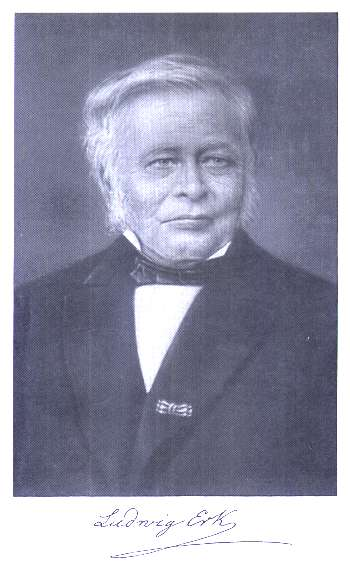
Ludwig Erk, Komponist (1807–1883)

Ludwig Christian Erk (* 6. Januar 1807 in Wetzlar; † 25. November 1883 in Berlin) war ein deutscher Musiklehrer und Komponist.

## Leben

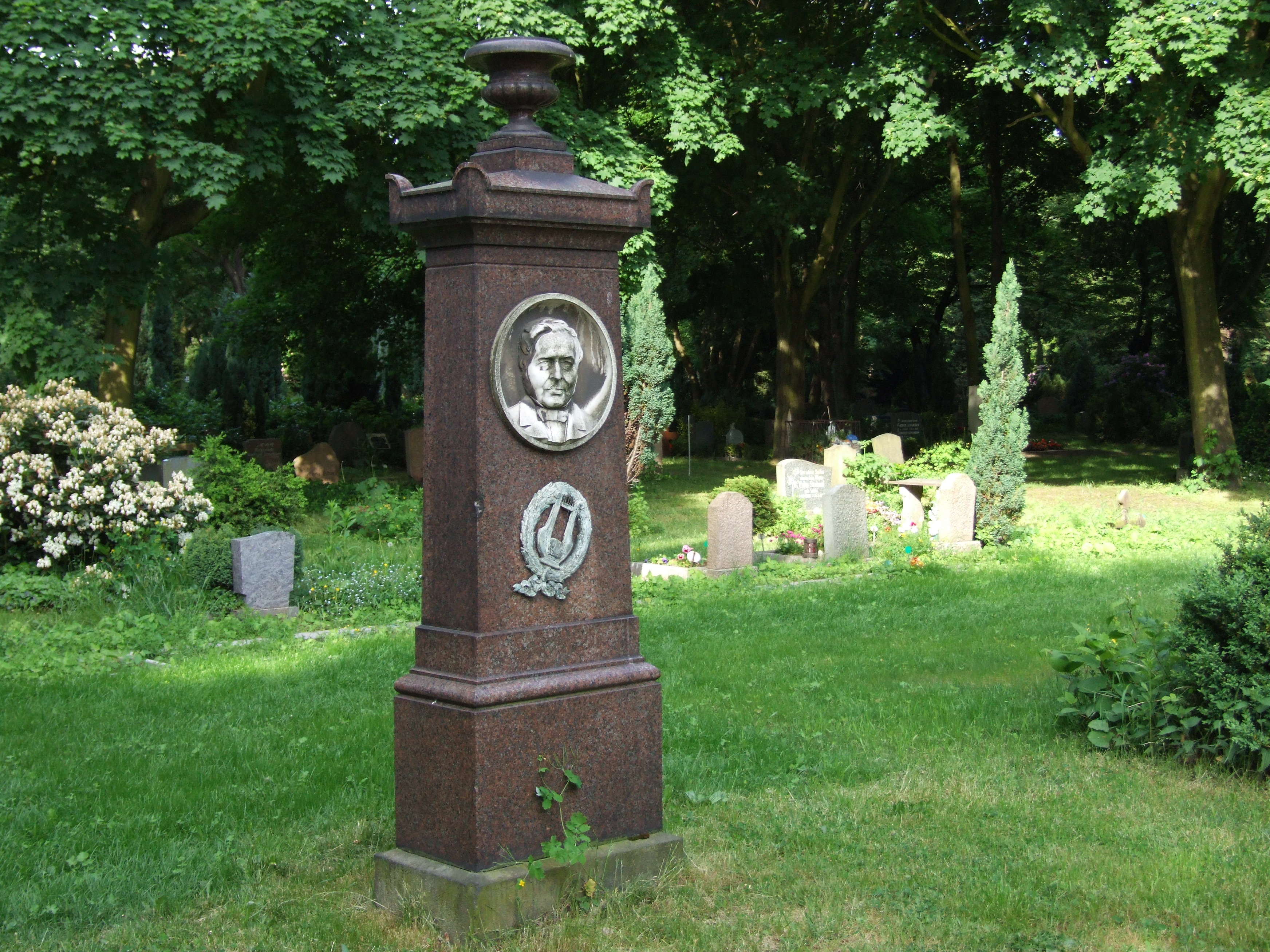
Grab Ludwig Erks auf dem St. Elisabeth-Friedhof, Berlin

Erk war der Sohn des Kantors und Organisten Adam Wilhelm Erk, der ihn auch musikalisch ausbildete. Im Jahre 1813 war Ludwig – damals sechs Jahre alt – mit seinen Eltern und den zwei Brüdern Friedrich Albrecht und Karl Friedrich von Worms (1811) über Isenburg (1812) nach Dreieichenhain gekommen. Hier hatte der Vater endlich eine feste Anstellung als Lehrer, Organist und Stadtschreiber gefunden. Hier verbrachte er bis zum Tod seines Vaters am 31. Januar 1820 sieben Jahre seiner Kindheit.

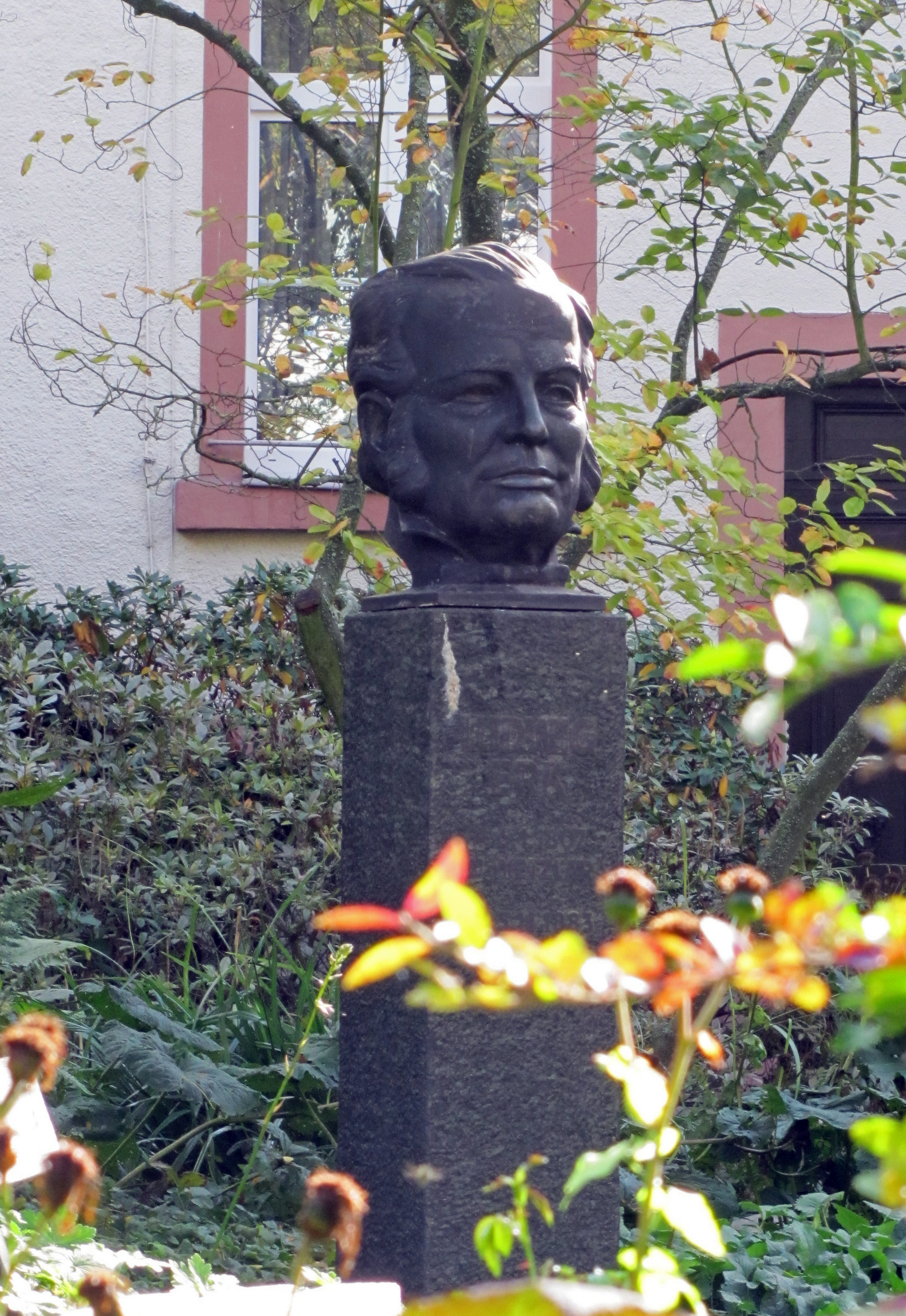
Denkmal auf dem Ludwig-Erk-Platz in Wetzlar

Im Alter von 13 Jahren kam er zu seinem Paten Johann Balthasar Spieß (1782–1841) nach Offenbach am Main. Dort nahm Erk zunächst als Schüler am Unterricht des Bernardstifts teil, mit zunehmendem Alter erhielt er von Spieß aber auch Unterweisungen, wie man unterrichtet, und wurde dann auch als Lehrer eingesetzt. Ludwig Christian Erk erhielt seine erste Stelle als Musiklehrer 1826 in Moers. 1835 wurde er als Musiklehrer an das Seminar für Stadtschulen nach Berlin berufen, wo er von 1836 bis 1838 auch den liturgischen Chor in der Domkirche zu Berlin dirigierte. 1836 bis 1847 war Erk Mitglied der Sing-Akademie zu Berlin. Seit 1857 führte er den Titel eines königlichen Musikdirektors. Ludwig Erk starb am 25. November 1883 und wurde am 28. November auf dem St. Elisabeth-Friedhof in der Ackerstraße/Berlin-Mitte beigesetzt. Anlässlich seines 50. Todestages fand eine Gedenkfeier vor seinem Grab statt, auf der Ludwig Christian Erk vom damaligen Pfarrer der St. Elisabethkirche Eugen Bethke und Sangesfreunden des Erk’schen Männergesangvereins Berlin 1845 e. V. mit Zylinderhut als „Wiedererwecker des deutschen Männer- und Volksgesanges“ gewürdigt wurde. Das Grab existiert noch heute und befindet sich auf dem St. Elisabeth-Friedhof in Berlin.

## Wirken

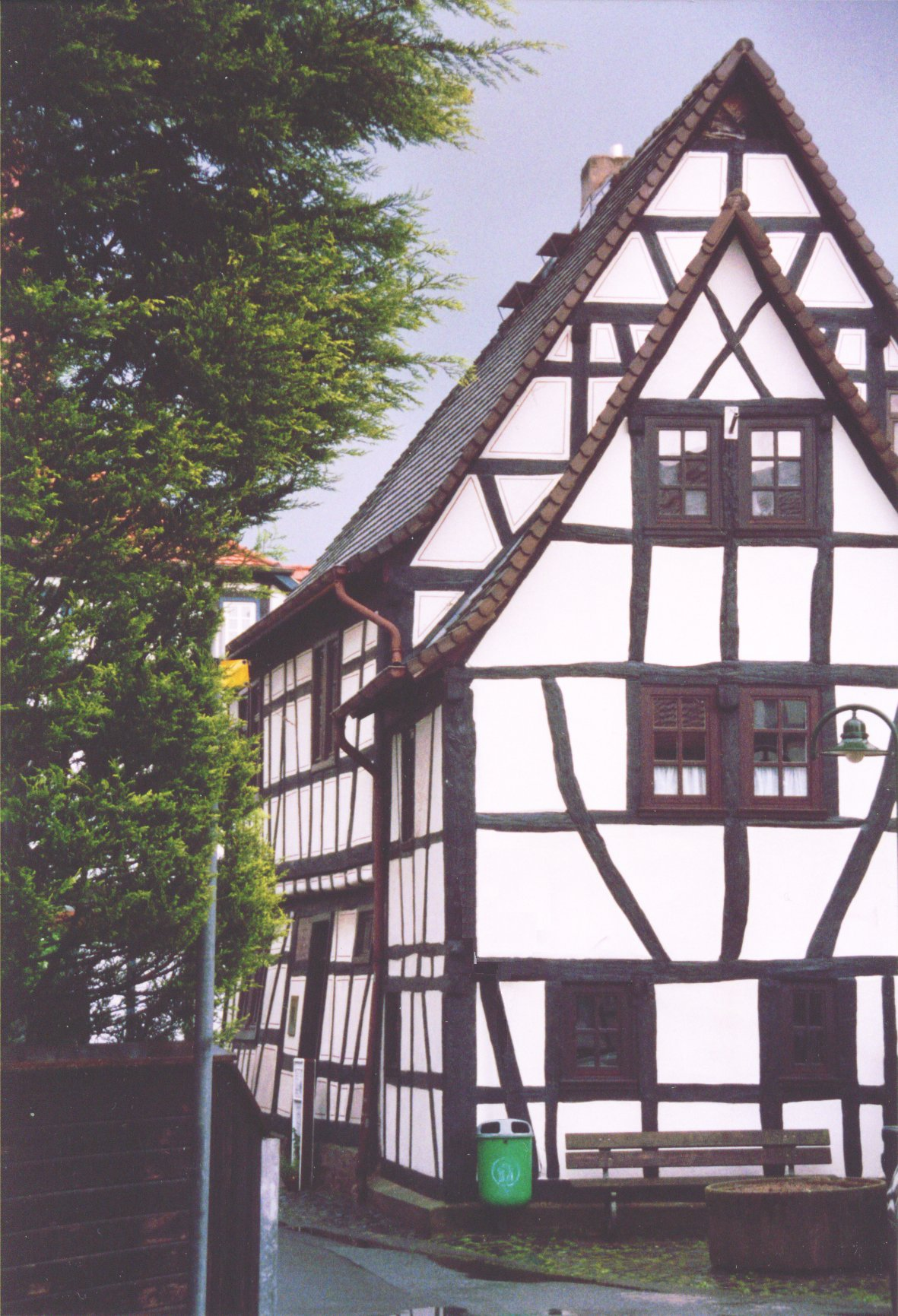
Das Ludwig Erk-Haus in Dreieichenhain. In dem Haus verbrachte Erk einen Teil seiner Kindheit.

In seiner Zeit am Rhein hatte Erk die so genannten bergisch-niederrheinischen Lehrergesangsfeste gegründet. 1845 gründete er den Erk’schen Männer-Gesangverein. Dem Verein fügte er 1852 einen gemischten Chor an. Erk komponierte selber und war ein intensiver Sammler von Volksliedern. Er war der erste wissenschaftliche Melodiensammler in Deutschland. Durch Vergleich verschiedener Lied-Varianten versuchte er, nicht korrumpierte Urversionen von Volksliedern freizulegen. Er hatte eine Sammlung von etwa 20000 Volksliedern angelegt, welche er in Liederbüchern veröffentlichte. Daneben war er um 1850 gemeinsam mit Ernst Julius Hentschel an der Herausgabe der Musikzeitschrift Euterpe beteiligt.

## Werke (Auswahl)
- Methodischer Leitfaden für den Gesangunterricht in Volksschulen (1834)
- mit Wilhelm Irmer: Die Deutschen Volkslieder mit ihren Singweisen (3 Bände/13 Hefte, 1838–45)
- Liederkranz. Auswahl heiterer und ernster Gesänge; für Schule, Haus und Leben (1841)
- Singvögelein. Sammlung ein-, zwei-,drei- und vierstimmiger Lieder für Schule, Haus und Leben (1848)
- Musikalischer Jugendfreund: Sammlung von Gesängen mit Clavierbegleitung für die deutsche Jugend aller Stände (1848)
- Deutscher Liedergarten. Sammlung von ein-, zwei-,drei- und vierstimmigen Liedern für Mädchenschulen
- Deutscher Liederhort (1856, 1893/94 [umgearbeitet von Franz Magnus Böhme und seitdem das Standardwerk des Deutschen Volksliedes, der „Erk-Böhme“], Neudruck 1963)
- mit Benedikt Widmann: Neue Liederquelle: periodische Sammlung ein- und mehrstimmiger Lieder. 3 Hefte. Merseburger, Leipzig 1869 (Digitalisat).